# 福士秀樹
福士 秀樹（ふくし ひでき、1954年4月12日 - ）は、日本の男性ナレーター、声優、俳優。青森県弘前市出身。フリー。個人事務所であるオフィス・ふくし代表。コーディネートも行っている。

## 来歴
青森県立弘前南高等学校、駒澤大学文学部卒業。
大学1年生の時、初めて聴いた『JET STREAM』（TOKYO FM）での城達也のナレーションに感銘を受ける。
駒澤大学放送研究会（KHK）、東京アナウンスアカデミー声優科に学ぶ。その頃参加した、山内雅人主催の「朗読の夕べ / フレッシュマンパワーコーナー」では、美声の持ち主として紹介されている。
大学4年在籍時に声優としてデビューする。初レギュラーは、アニメ『闘士ゴーディアン』の隊員役。その後、劇団東芸（座長：森山周一郎）、TBSの緑山私塾（塾長：大山勝美）第1期生を経て、『想い出づくり。』でドラマデビュー。劇団東芸、オフィス央、ぷろだくしょんバオバブ、81プロデュースを経て、個人事務所「オフィス・ふくし」を設立。

## 人物
- 30代以降、ナレーションをメインに仕事をするようになる。CMナレーションは、常に数本ペースでオンエアーされており、年間を通じて切れることがない。
- 1997年から、フリーの参加メンバーを中心にコーディネート業務も行っている。
- 50歳を過ぎてから、中学時代から憧れていたテナーサックスを習い始め、ライブ活動やボランティア活動を行っている。

## 出演

### テレビアニメ
1978年
- はいからさんが通る（少尉B）

1979年
- ザ☆ウルトラマン（科学者B、クメ）
- ゼンダマン
- 闘士ゴーディアン（隊員、テウス、フェスター）

1980年
- 太陽の使者 鉄人28号

1981年
- ゴールドライタン（イサム）
- ダッシュ勝平（石山本願寺、生徒C）
- 六神合体ゴッドマーズ

1982年
- The・かぼちゃワイン（男B、男D、生徒達）
- さすがの猿飛（村人B）
- 新・ど根性ガエル
- 新みつばちマーヤの冒険（クルト、スネイル先生）
- スペースコブラ（1982年 - 1983年）
- 戦闘メカ ザブングル（ガードマン）
- ときめきトゥナイト（救急隊員、郵便屋、リングアナ）
- 魔法のプリンセス ミンキーモモ（空）（ドムリン、ニール、ヒデエ、レイ、駅員、男、カメラマン、記者、ギャングB、ギャングC、小人B、子分、司会者、父親、ボーイ、牧童、ポリスA、マスター、郵便局員A、用心棒）

1983年
- 伊賀野カバ丸（林、藤枝、運転手、英語教師、生徒B、男生徒A、ディレクター、配達員）
- イタダキマン（男、男B、少年A）
- 機甲創世記モスピーダ（運転手）
- キャプテン翼（中田医師、北詰誠、大丸雄一郎、ふらの中応援団長）
- キャッツ♥アイ（オッサン、執事、ガードマンA）
- 銀河疾風サスライガー（副官、囚人）
- サイコアーマー ゴーバリアン（カリム・アトラス）
- タオタオ絵本館（クマA、イタチ）
- 特装機兵ドルバック（デノン憲兵隊長、スピーカ、兵士A）
- ななこSOS（ピッチャー、部下C、ピツチャー、センター、ブキミ、部下B）
- ふしぎの国のアリス（くそ虫）
- 魔法の天使クリィミーマミ（1983年 - 1984年、小島先生、助監督、駅員、司会者、教師、編集者、ノッポ 他）

1984年
- アタッカーYOU!（記者A、バレーボール役員）
- 銀河パトロールPJ（サンダース）
- 銀河漂流バイファム（シュトロハイム、副官、ゲリラ、兵士、通信兵）
- 重戦機エルガイム（作業員A、係員）
- 超力ロボ ガラット（1984年 - 1985年、ヨイショ、ボーイ、店主）
- パーマン（アナウンサー、隊員A、猟師、主任）
- ふしぎなコアラブリンキー（マネージャー）
- 魔法の妖精ペルシャ（アキラ、おまわりさん、助監督、レポーター）
- ルパン三世 PARTIII（1984年 - 1985年）

1985年
- 蒼き流星SPTレイズナー（ニコラエフ）
- 機動戦士Ζガンダム（デーバ・バロ）
- 小公女セーラ（駅員、男、主人）
- タッチ（大河原、島）
- 超獣機神ダンクーガ（オペレーター、助手、チーフパイロット、アナウンサー、隊員A、兵士B）
- プロゴルファー猿（1985年 - 1986年、記者A）
- 魔法のスターマジカルエミ（風渡森夫、壇の浦）
- 六三四の剣（男B、警官A）

1986年
- あんみつ姫（助さん、町人A、青ベエ）
- サンゴ礁伝説 青い海のエルフィ（スミス）
- ロボタン（運転手、暴走族B）
- 魔法のアイドルパステルユーミ

1987年
- シティーハンター（沼田）
- 陽あたり良好!（先輩A、野球部員、サッカー部員）

2003年
- カバくんのなんじゃらホイ（パパ）

2004年
- カバくんの日本一（パパ）

2005年
- SPEED GRAPHER（福島官房長官）

2007年
- カバくんの日本みーつけた（パパ）

2009年
- カバくんの何からできてるの（パパ）

2010年
- カバくんのどうやってできてるの（パパ）

### 劇場アニメ
1986年
- タッチ 背番号のないエース（大河原）
- 天空の城ラピュタ（ギャング）
- RUNNING BOY スター・ソルジャーの秘密（細井先生）

1987年
- タッチ3 君が通り過ぎたあとに（島）
- バツ&テリー（ヨシオ）

1991年
- とべ!くじらのピーク

### OVA
1984年
- 魔法の天使クリィミーマミ 永遠のワンスモア（青年）

1985年
- バビ・ストック I 果てしなき標的（囚人）
- ホワッツマイケル

1986年
- 装鬼兵M.D.ガイスト（メンバー）
- 装甲騎兵ボトムズ ビッグバトル（男B）
- ペリカンロード クラブ・カルーチャ（広瀬達也）

2004年
- あじさいの唄（ナレーション）

### Webアニメ
- エンジェル・ハート スペシャル（2007年、季大人）

### ゲーム
- DEATH MASK（1996年、エンジェル・デヴォイド）
- R?MJ THE MYSTERY HOSPITAL（1997年、天真静夫）
- ムーンドラゴン（1997年、ピエール）
- オンラインゲーム「東風荘 / 哲也@東風荘」（2007年、サラリーマン、丸刈り男 他）※出演の他、登場キャラ声優をコーディネート
- オンラインゲーム「エルダーサイン〜無貌の鏡像〜」（2012年、HPナレーション）

### 吹き替え

#### 洋画
- アースG889
- 悪魔のいけにえ（レザーフェイス〈ガンナー・ハンセン〉）※東京12チャンネル版（現テレビ東京）
- 悪漢探偵（男、手下、助手）
- 失われた航海（ダニエル）
- エレファントマン（看守）
- オフサイド7
- 風と共に去りぬ（ブレント、フィル、兵）※JALアトランタ線開設記念（1986年、機内放送）
- カトマンズの男
- 合衆国最後の日（ラパポート軍曹〈ロン・リー〉）
- クレイジーホース / 酔馬拳（見物人1、用心棒3、門弟3、門弟4）
- コナン・ザ・グレート ※日本テレビ版
- 五福星（見世物の観客）
- 最後の恐竜
- 少林寺三十六房（林振）
- 少林寺木人拳（寺男〈ルー・イーロン〉）
- 上流社会
- ターザン紐育へ行く
- ターザンの黄金
- ターザンの逆襲
- ダーティーキラー（カート）
- ダーティハリー3（バスタノビー）
- ダーティーファイター / 燃えよ鉄拳
- 地獄の戦線（リー少尉〈デビッド・ジャンセン〉）
- にがい米
- 200X年 アメリカ合衆国消滅 / SECOND IMPACT
- ハメルンの笛吹き
- バリ島珍道中
- ハンボーン
- ビッグウェンズデー（フライ）
- ビバリーヒルズ・コップ（カーロッタ、ベルボーイ、バスボーイ、警官A、警官B）
- ブーベの恋人
- ヘルショック 戦慄の蘇生実験（執事）
- ヘルター・スケルター
- Heli Cops（ヴェルナー）
- 星空の用心棒（機関士）
- 冒険野朗（ドウーモ、アフリカ兵、ドイツ兵）
- ミッドウェイ
- 南太平洋
- 燃えよデブゴン（グリース・チー）
- 燃えよデブゴン4 / ピックポケット!
- 燃えよデブゴン5 / モンキー・フィスト 猿拳
- モンスター・パニック（フランケンシュタイン 他）
- リオ・ロボ（ボーフォード）
- 龍拳
- 緑園の天使（番組予告ナレーションも担当）※テレビ東京「2時のロードショー」
- レマゲン鉄橋 ※テレビ東京旧録版

#### ドラマ
- 紅い旋風ワンダーウーマン
- 俺たち賞金稼ぎ!!フォール・ガイ（店主）
- かっとび放送局WKRP（日本人1）
- ザ・マスター（ハンフリー、デイノ）
- 事件記者ルー・グラント（コルキス、ウッド、ウェイター）
- 私立探偵マグナム（ボス、保安官、ガーズマン）
- 白バイ野郎パンチ&ボビー（チェスター）
- 特捜刑事マイアミ・バイス（ニック、警官、男1）
  - 第8話「運び屋（スマグラー）のブルース」
- 特捜班CI-5（ダッパー）
  - 第11話「寒い国から帰って来たスパイを待つ第4の男」
  - 第19話「姿なき仕掛人 時限爆弾は白昼炸裂する」
  - 第33話「病院ジャック!屋根の上のトーチカ作戦」
  - 第41話「騙すのはキツネとタヌキとどっちが上だ」
  - 第51話「黒人差別の張本人は誰なんだ!!」
- 25世紀の宇宙戦士キャプテン・ロジャース（カール）
- マジック世界No.1（コリン、フレディ）

#### アニメ
- トムとジェリー
- ほのぼの家族（1980年、魚、悪漢2）
- 地上最強のエキスパートチーム G.I.ジョー（1986年、ミック、トラッカー）
- ガジェット警部（1995年、ハロルド）
- ミュータント・タートルズ（1995年、祭司）※テレビ東京版
- ユメみるハックスレー（1995年、ナレーター、レラキュラ）

### 映画
- 「帰って来た木枯し紋次郎」（市川崑 監督）：百姓一揆を企てる農民（1993年、東宝・フジテレビ）
- 「スーパーの女」（伊丹十三 監督）：引越し家族のお父さん（1996年、東宝）
- 「KARAOKE」（佐野史郎 監督）：TVナレーター（1999年、日本ヘラルド）
- ドキュメンタリー映画「続・我が闘争 / 勝者と敗者」（トーレ・ショーベイ 制作 / 1961年、スウェーデン）：日本語ナレーション（2010年、是空）※リバイバル上映

### テレビドラマ
- 金曜ドラマ「想い出づくり。」 第1話（1981年、TBS）：小田急ロマンスカー / 宮地車掌
- 金曜ドラマ「ちょっと神様」 全10話（1982年1月8日 - 3月12日、TBS）：神主 / 出仕 駒居（レギュラー）
- 日立テレビシティ 第1話「テレビ事始め」（1982年、TBS）：川口劉二
- 日立テレビシティ 第2話「越路吹雪の青春 / 愛の賛歌」（1982年、TBS）：舞台出演者
- 日立テレビシティ「鳥人伝」（1982年、TBS）：男子学生
- ザ・サスペンス「ウェディングドレスの肖像」（1983年、TBS）：見合の男 ※小田切アヤ（沢田雅美）の見合い相手
- 「誇りの報酬」 第45話（1986年、日本テレビ・東宝）：信用金庫の職員
- 土曜ドラマスペシャル「女優小夜子の遺産」（1988年、TBS）：記者
- 木曜ゴールデンドラマ「裁く女」（1988年、読売テレビ）：アナウンサー
- 「ハロー!グッバイ」 第1話（1989年、日本テレビ）：アナウンサー
- 土曜ドラマ「銀行」（1994年、NHK総合テレビ）：アナウンサー
- 土曜ワイド劇場「津軽海峡をわたる女」（1994年、テレビ朝日）：アナウンサー ※津軽弁の方言指導も担当
- ウイークエンドドラマ「お天気お姉さん」（1997年、テレビ朝日）：アナウンサー
- 「ボディーガード」 第10話（1997年、テレビ朝日）：アナウンサー
- 「総理と呼ばないで」 第10話（1997年、フジテレビ）：アナウンサー
- にんげんゆうゆう「よい医者はこうして探せ」（2001年、NHK教育テレビ）：医師

### テレビ番組ナレーション
NHK総合テレビ
- ミニ特集「スタジアムの風景 / 歴史編」（1995年）
- 今夜はあなたとミステリー（1995年）：ボイスオーバー
- NHKスペシャル「中国―12億人の改革開放 / 第2集 上海ドリーム」（1994年11月13日）：ボイスオーバー（国有企業副総裁：ロバート・マック）
- ショータイム「チャレンジ・ザ・サーカス」：ボイスオーバー（O・J・シンプソン）
- 特集ドラマ「お買い物」（2009年2月14日）：ドラマ内番組ナレーション / ドラマ内時代劇（悪代官、男1）
- 「美の壺 / 青森のねぶた」：ねぶたの声（再放送：2012年7月22日）

NHK教育テレビ
- 「しらべてサイエンス」：レギュラー（1995年4月10日 - 2000年3月13日）
- 「ハッチポッチステーション」：スタート時、レギュラー ※NHK-BS2でも放送
- 「土曜ソリトン SIDE-B」：レギュラー
- 天才てれびくんMAX 夏休み企画「かねあさ号 夏の思い出」（2010年9月8日）
- 学校放送「羅針盤」：語り
- ティーンズTV「NHK映像科学館 / 宇宙のしくみ（1）太陽系」（2006年）
- 「学校デジタルライブラリー / 小学5年6年理科・中学高校理科」：レギュラー（2004年4月 - 毎週月曜深夜2:50シリーズ放送開始）※番組内で、理科クリップが放送される
- 「きみもアクセス デジタル不思議ボックス〜もっと知りたい日本のお米〜」（1999年8月21日：生放送）
- 「シリーズ南極 / 南極に恐竜がいた!?」（第3話）：ボイスオーバー（2003年）
- ETV8 文化ジャーナル「川島雄三 没後25年映画祭」：語り（1988年10月21日・（再放送）24日）
- ETV8 文化ジャーナル「ニューヨーク・シティ・バレエ団来日」（1988年9月16日）：ボイスオーバー（芸術監督：ピーター・マーチンス）
- ETV8 文化ジャーナル「ローザンヌ・バレエ・コンクール・イン東京」：ボイスオーバー（ジャーナリスト：ルネ・スィルヴァン）
- ETV特集・第4回「今、国連に何が問われているのか?」（1995年）：ボイスオーバー（セン・ウィン）

NHKハイビジョン
- 「森の贈り物」

NHK-BS1
- 「おはよう列島」
- 「目指せ!アジアのハリウッド」：ボイスオーバー ※再放送は、NHK総合テレビ

NHK-BS2
- 「ハッチポッチステーション」：スタート時、レギュラー ※NHK教育テレビでも放送
- 「Music Quest'94 世界大会」

NHK BSプレミアム
- 「美の壺 / 青森のねぶた」：ねぶたの声（2012年7月18日・（再放送）24日）※NHK総合テレビでも再放送

NHKワールドTV
- 「TOKYO EYE / 下北沢」：ナレーションとボイスオーバー ※NHK-BS1、NHK Eテレでも放送

日本テレビ
- 「ZOOMING UP NTV / 満天企業」：レギュラー（10年）※インフォマーシャル番組
- NNNきょうの出来事「特集・人気力士と青年医師」 / 他
- スーパーSPECIAL'98「波乱万丈!スター涙の裏人生 / 爆笑問題」（1998年12月26日）
- 「女子大生、感動の卒業旅行! 笑顔がまぶしいアジアの子供たち」（1993年11月27日）
- 「NEO HYPER KIDS / DVDレボルーション」
- 「ゴルフ日本シリーズ 日立カップ」
- 「火曜サスペンス劇場」：予告ナレーション
  - 悪魔の手毬唄 殺人事件
  - 間違えられた女
- 「ザ・ワイド」※コーディネートも行う
- 「ズームイン!!SUPER」：生ナレーション
- 「真相報道 バンキシャ!」：ボイスオーバー
- 「スッキリ!!」：ボイスオーバー ※コーディネートも行う

TBS
- 日立 世界・ふしぎ発見!「ゴジラ生誕40周年記念 / ゴジラvsふしぎ発見」（1994年7月30日）
- 「ボクたちの自分物語」（1994年2月13日）
- 「ここがヘンだよ日本人（エンディングコーナー）」（1999年）
- 「二十四の瞳」と、ボクたちのおなご先生
- 「3時にあいましょう / ロス疑惑：三浦和義の声」

フジテレビ
- ニュースJAPAN「特集・痴呆」 / 他
- FNNスーパータイム「特集・春告げる山の紋章 雪形」
- 「風のガーデン（花壇紹介） / チャンネルアルファー」
- 番宣 ドラマ「はいからさんが通る」（1985年）

テレビ朝日
- 「天才ピカソが二人の縁! 柴俊夫・真野響子 / 愛と情熱のスペイン旅」（2008年10月11日）
- スーパーJチャンネル「超密着! 新宿高層ホテルOPENの舞台裏」
- フロンティア（1995年）
- 番宣 ニュースステーション・金曜特集「検証 スーパーマーケット / 日本人は変わったか?」
- 「アルゼンチン 美女2人旅」：ボイスオーバー（1996年）

テレビ東京
- 「釣り・ロマンを求めて」：レギュラー（2007年9月 - 2008年1月）※番組は継続
- 「われら釣り仲間」（1996年5月18日、5月25日）
- 「徳光和夫の情報スピリッツ」：スタート時、準レギュラー
- 「翔べトラバリアン」：レギュラー
- 「遥かなるヒマラヤ」（1998年5月16日）
- 日曜ビッグスペシャル「日本全国!スーパーおもしろコレクター列伝」（1995年3月19日）
- 火曜ゴールデンワイド「ベトナム・カンボジア縦断2500キロ」（1992年9月22日）
- 月曜特集「エイズ」（1992年5月25日）
- 「風は世田谷」
  - 音色と共に70年
  - 古式婚礼
  - 私の20歳
  - ある母子寮
  - 区民の8月15日 学童疎開
  - 清掃24時間
- 番宣 土曜スペシャル「一軒宿」 / 他
- 番宣 日曜ビッグバラエティー「湯けむり!あったか!風呂自慢の我が家大特集」
- 番宣 2時のロードショー「緑園の天使」（1983年5月31日放送分）
- 番宣 木曜洋画劇場「アフリカ特急」（元、東京12チャンネル / 現、テレビ東京）

TOKYO MX
- 「洋上の楽園クルーズ」：現在レギュラー（2017年1月7日 - ）
- 「ボン・ボヤージ クルーズ夢紀行」：レギュラー（2016年4月7日 - 12月）
- 番宣 「ボン・ボヤージ クルーズ夢紀行〜日本の船旅・世界の船旅〜」
- 「クルーズ大海原の夢紀行」：レギュラー（2015年4月 - 2016年3月）
- 「楽園クルーズ」：シリーズ
- 「菅生新のドリームファイター」：レギュラー
- 「ワンツーうきうき探偵団」：レギュラー
- 「TCK / すてっきCLUB」：レギュラー
- 「TCK / トゥインクルレース」：レギュラー（1998年）
- 「TCK / トゥインクルレース（総集編）」
- 「東京シティ競馬中継」（1998年1月19日 - 23日）
- 「ピクノジュゴールド」（1997年11月26日）
- 「江坂彰のサラリーマン応援歌」（オープニング・ナレーション）：レギュラー（1997年4月13日 - 、ディレクTV）
- 「江坂彰のサラリーマン向上委員会」（オープニング・ナレーション）：レギュラー（ディレクTV）
- 「ザ・サイエンス」
- 提供クレジット：開局当初、レギュラー

東海テレビ
- 「テレビインデックス」：レギュラー（2年）
- 「ふれあい見つけ旅」：初代レギュラー（スタート - 3年）※以降は、窪田等が担当
- 「海遊祭'95」
- 「第五回 豊田クリエイティブ大賞 / 好珍プレー!マル秘、おもしろメカ大作戦」（1995年4月4日）
- 「第六回 豊田クリエイティブ大賞」（1996年）
- 「祭だキャンプだ温泉だ!板取の熱い夏 / バイクトライアル世界選手権 in板取」（1996年9月2日）
- わがまま!気まま!旅気分「伊勢・鳥羽・名張 まるかじり 旅の達人vs旅の初心者」（2006年8月20日）
- 「とびっきりスト」
- 「おいせさん」
- 「音吉 トライアスロン」
- 「電飾船パレード」
- 「モンキーパーク」
- 「リトルワールド」
- 「楽園パラダイス・グァム特番」
- 「インターネット特番」
- 「マルチメディア特番」
- 「温泉特番」
- 「三重県特番」
- 「愛知万博特番」
- 「ダシヌキ版 春の新番組」
- 「やっぱ一番、春の新番スペシャル」
- 「やっぱ一番、夏ドラスペシャル」
- 「やっぱ一番、もっとパラダイス 総集編」
- 「新・愛の嵐スペシャル」
- 番宣 「新・愛の嵐スペシャル」
- 番宣 「やっぱ一番、2003新春ドラマまるわかりスペシャル!」
- 番宣 ドラマ「はるちゃん6」
- 番宣 ドラマ「お父さんのロックンロール」

中部日本放送
- 「蔵間&大沢の北海道めぐり旅」

テレビ愛知
- 「ボルドー 南仏の旅」
- 「熱血 蒲郡」

チューリップテレビ
- 「富山見たもん勝ち / 富山見たもん勝ち2」：レギュラー（5年）
- 開局15周年記念特別番組「剱岳百年目の真実」
- 「富山・食の殿堂」
- 「富山のまつり・秋」
- 「ニッポンど真ん中!」
- 「奥飛騨の自然と共に生きる」
- 「OH!元気とやま人 / 幸運の落選」
- 「三協立山アルミ」

富山テレビ
- 「ここから学ぶ、日本の未来」：現在レギュラー（2011年10月 - ）※コロナ禍のため休止中
- 「BBTスペシャル / 肩凝り・腰痛」（2004年2月2日）
- 番宣「BBTスペシャル / 富山もんが集まる東京のお店 パート3」（2019年3月8日放送分）

石川テレビ
- 「夢いしかわ人国記」：レギュラー

岩手めんこいテレビ・他
- 「テリー伊藤のアイドル有機栽培塾」：レギュラー

テレビ神奈川
- 劇場版びったれ!!!公開記念スペシャル「スーパー司法書士・伊武努、最後の戦い!!!」（2015年11月22日・（再放送）28日）※他局でも放送
- 「キック・オフ・マリノス」：初代レギュラー
- 「ポカリスエット・インビテーションゴルフ」※他局でも放送
- こんにちは神奈川「西湘ぶらり紀行 / 自然と歴史・文学の城西路めぐり パート1」、他（1995年3月11日、他）

青森朝日放送
- ひとの風景あおもり「津軽三味線・山田千里」

静岡朝日テレビ・琉球朝日放送
- 「プレゼントさん」（合同制作特番）

BS日テレ
- 特番 「国民の選択 / みんなで考える日本のエネルギー」（2012年3月17日）：ボイスオーバー（ジャック・アタリ：ヨーロッパ復興開発銀行初代総裁）

BS-TBS
- 「熱烈!昭和歌謡見聞録」#1 - #4（2017年）※謎のバーテンダー役で顔も出す
- 「日本全国! 駅弁めぐり」：レギュラー（2009年10月1日 - ）※終了後、リピート放送される
- 「剱岳百年目の真実」（チューリップテレビ制作：再放送）

BSフジ
- 「カバくんシリーズ」（パパ、ナレーション）：レギュラー（2003年10月 - 2014年3月） 
  - 「カバくんのなんじゃらホイ」（2003年10月 - ）
  - 「カバくんの日本一」（2004年 - ）
  - 「カバくんの日本みーつけた」（2007年 - ）
  - 「カバくんの何からできてるの」（2009年 - ）
  - 「カバくんのどうやってできてるの」（2010年 - 2014年3月）

※『東京キッズクラブ』・『ガチャピンClub』・『beポンキッキーズ』などの1コーナーとして放送される
- 「ガリレオX / 知っておきたい放射線の話」（2012年3月18日）
- 「急展開する ヨーロッパ・エネルギー事情」
- 「温暖化対策 / どうするポスト京都議定書」（2011年3月26日）：ボイスオーバー（R.R.ラシュミ：インド環境森林省 局長 他）
- 「ディノスショッピングBOX」※コーディネートも行う

BS朝日
- 「世界の船旅」：初代レギュラー（2008年4月6日 - 2013年3月）※番組は継続中
- 「世界のクルーズ紀行」：レギュラー
- 「世界の港」：レギュラー
- 「オーシャンドリーム・大海原の夢紀行」
- 「街道物語」
- 番宣「宿だより」

BSジャパン
- 「日経サテライトニュース」（1998年）

BS11デジタル
- 「イレブン・シネマズHD（予告編）」：レギュラー
- 「イレブン名画座（予告編）」：レギュラー

BS955
- 「酒蔵紀行」

ケーブルテレビ
- イッツコム
  - 「東急ワールドミュージックスペシャル」
  - 「チェックアイズTV」
  - 「くらし＋きれい / オール電化住宅」
- 江戸川ケーブルテレビ
  - 「花粉症対策 / レモンバーム入りプロポリス」
- いちかわケーブルネットワーク
  - 「市川見聞録」：レギュラー
  - 「レディースクラブ」：レギュラー
  - 「いちかわ招待席」：レギュラー
  - 「心の扉がひらくとき」（2002年）
  - EMN情報館「噂キャッチャー / コロンブス・ファイル」（2000年11月18日 - ）※東京東部・千葉エリア16局ネットワーク番組
- 千葉県内の各ケーブルTV
  - 菜の花スケッチ「銚子から千倉・白浜の温泉」※千葉県の広報番組（県のHPでも公開）
- となみ衛星通信テレビ
  - 「となみ野の風景 / 総集編」（2010年）
  - 「となみ野の風景 / 新春スペシャル」（2011年）
- J:COM
  - 「ちばアクアラインマラソン2016」（2016年11月19日）

スカイパーフェクTV
- ゴルフネットワーク
  - 「ゴルフクリニック」：レギュラー（2004年4月 - 5月）※終了後、インターネットでも配信
  - 「スター・ゴルフマッチ」#55、#56（2004年4月4日、4月18日）
  - 番宣 「インターナショナル・ボーイズ・ジュニア」
- 旅チャンネル
  - 「旬の北陸名湯紀行 / 梶原真弓が行く美湯美食の旅」：6回シリーズ（2003年10月10日 - 12月26日）
  - 「にっぽん列島食と笑いと温泉巡り」#1、#2
  - 「世界の船旅」※BS朝日で放送された過去の作品
- サイエンスチャンネル
  - 「教えて!マイクロキュリー」：準レギュラー
    - 放射線で排煙を肥料に / ポーランド・火力発電所
    - ガラスが明かす古代の交易
    - 希少動物を救え! 人工繁殖への挑戦
    - 納豆樹脂が地球を救う
    - 電子加速器とその利用
    - 究極の床ずれ予防マットはこうしてできた
    - 蘭の魅力・放射線育種
    - タイ・ソーセージの放射線照射
    - 微化石の300万年・古カトマンズ湖プロジェクト
    - 犯罪は水際で防げ・進化する税関検査

  - 「ラディエーション21」：準レギュラー
    - 驚異の消臭技術・放射線でニオイ革命
    - 大気汚染を監視・超小型電子ビームの目
    - ペットにも安心を・小動物用X線CT

  - 「地球と生きる / ガイアネティクスの時代」
    - ごみからエネルギー・RDF発電
- ディスカバリーチャンネル（日本語版ナレーション）：スタート時、レギュラー（1987年 - 1992年）※三菱商事 / 東京ミュージックテレビジョン 制作
- ナショジオ ワイルド（日本語版ナレーション）
  - 「ワニの生涯 / 50年の物語」 （2017年11月20日）
- チャンネル銀河：サウンドロゴ（2008年4月1日 - ）

テレビショッピング
- 「ディノスショッピングBOX」
- ロゼッタストーン「ロゼッタワールド」（2008年）※『ナショナルジオグラフィックチャンネル』・『ヒストリーチャンネル』・『ディスカバリーチャンネル』内で放送される
- 「おやじ味噌」
- 「食分館TVショッピング」
- エバーライフ「美・皇潤」（2013年）
- わかさ生活「わかさのソムリエ」#1、#2（2014年）
- ナチュラルガーデン「サミーウォーカー」（2015年 / 2016年）
- かどや製油「ごまセサミン / ごまの健康・セサミンの力」（2016年）
- マイケア「イタドリ」（2017年）
- フレージュ「プラセンタ　プルミエ・潤瑠」（2017年）
- らてら「北国アロニア」（2018年）
- 日本薬師堂「薬師八味地黄末」・「ラークセブン」（2019年）
- ニコリオ「ラクビプレミアム」（2024年）

### CMナレーション
1985年 - 2000年
- 旭化成「サランラップ」（フジテレビ）：「なるほど!ザ・ワールド」番組プレゼントコーナー（1985年）
- バンダイ「NEWおばけ屋敷ゲーム」
- 日産自動車「パルサー」（ラジオ）
- 日本ダービー（ラジオ関東 / 現、ラジオ日本）※明け4歳サラブレッドの祭典
- 有隣堂（ラジオ関東 / 現、ラジオ日本）
- エックスレンタカー（ラジオ関東 / 現、ラジオ日本）
- 大新東「日光江戸村」（テレビ / ラジオ）：オープン当時レギュラー ※「花魁道中」他、園内アトラクションも多数担当
- リクルート「週間住宅情報」（TBSラジオ）：レギュラー
- 高梨牛乳（TBSラジオ）
- アクションキャラクター（TBSラジオ）
- 日産自動車「ブルーバード」
- パイロット「万年筆」
- 花王「ソフィーナUV」
- ナムコ：一時期レギュラー
- シャープ「スロットinMD」
- トミー
- 全薬工業「ドックマン」
- 東洋水産「マルちゃん / 焼そばバゴォーン」
- バンタンデザイン研究所
- 中京葬儀：中京ローカル
- 毎日新聞
- 平六寿司（ラジオ）
- カワイ「ラブスキット」（ラジオ）
- ハウス食品
- ワシントンホテル
- 集英社「ノンノ生活基本大百科」（ラジオ）
- 小学館「Jリーグ・オフィシャルレコード&データ1995」（ラジオ）
- ワニブックス「ワニのこだわり篇」
- 小林製薬「ラナケイン / ジェルが効く篇」（パイロット版）
- アステル九州
- シード「コンタクトレンズ」
- 雪印「アクセス」
- ケフトル
- プチダノン
- 日本製粉（ラジオ）
- デジュキューブ
- オリコカード
- オリコカード（ラジオ）
- DDIポケット（ラジオ）
- サンマーク出版「脳内革命」（ラジオ）
- コカコーラボトラーズ「スプライト」
- ブルボン「味ごのみ」
- 住友生命「骨太」
- NEC「えいゆう館」（ラジオ）
- 日立製作所「掃除機 / かるわざ」
- 日立製作所「シェーバー」（ラジオ）
- 三菱自動車工業「GDIエンジン」
- 中部テレメッセージ
- JAS「レインボーシート」（TOKYO FM）
- スズキ「ワゴンRワイド」
- 文藝春秋「Numberビデオ / ラグビー・神戸製鋼対三洋電機」
- 文藝春秋「Numberビデオ / ラグビー・慶応対明治」
- 文藝春秋「Numberビデオ / ラグビー・同志社対慶応」
- 文藝春秋「Numberビデオ / ラグビー・伏見工対大工大」
- 文藝春秋「Numberビデオ / ラグビー・日本対カナダ」
- 文藝春秋「Numberビデオ / ラグビー・日本対ウェールズ」
- 文藝春秋「Numberビデオ / ラグビー・日本対イングランド」
- 文藝春秋「Numberビデオ / サラブレッド・ライバル伝」
- 静岡県信連（ラジオ）：静岡ローカル
- 日産プリンス：静岡ローカル
- 日産プリンス「スカイラインGT-R&シルビア誕生告知」（ラジオ）：静岡ローカル
- カーパレス（ラジオ）：静岡ローカル
- 静岡県信連「朝田ファミリー物語（お父さん役）」：レギュラー（ラジオ）※シリーズ収録開始（1996年9月22日 - ）
- サイクルスポーツセンター（ラジオ）：静岡ローカル
- 「浪漫亭 / ビアレストラン」：静岡ローカル
- カーロッツ浜松：静岡ローカル
- 電化のアサイ（ラジオ）：静岡ローカル
- 日の出屋製菓（ラジオ）：静岡ローカル
- 松風閣：静岡ローカル
- 片瀬建設：静岡ローカル
- インターFM（スポットCM多数）※コーディネートも担当
- 大鰐温泉スキー場「オープン篇・グループパック篇・レディース篇・キッズ篇」：青森ローカル
- 横綱ちゃんこ：青森ローカル
- フランスワインDVD版「旅の達人シリーズ」（テレビ愛知）
- シガリオ「ブラックジンガー」
- 日経CNBC
- 東京ノーストクリニック「Dr．ノースト篇」
- 東京ノーストクリニック「Dr．ノースト篇」（ラジオ）
- Dr．Scholl「メディキュット」（フジテレビ）
- ミスターランドリー
- ゆかぽか
- なみき建設
- JR東日本「長野新幹線あさま / 潜水艦篇」（1998年）
- サントリー「深入り麦酒」
- 東北セルラー
- 英検一級塾（文化放送）
- ソニー タクシードライバー（ラジオ）
- ペットフード「シーザー」
- ローソン「キッズ篇」：レギュラー
- オペル「ビータ」（NTVインフォマーシャル）：関東ローカル
- コパトーン（NTVインフォマーシャル）：関東ローカル
- ケンウッドMD（NTVインフォマーシャル）：関東ローカル
- セキスイハウス（NTVインフォマーシャル）：関東ローカル
- ブリヂストン・ゴルフボール（NTVインフォマーシャル）：関東ローカル
- 大韓航空（NTVインフォマーシャル）：関東ローカル
- Windows 98（NTVインフォマーシャル）：関東ローカル
- 三共ルル（NTVインフォマーシャル）：関東ローカル
- Dr.Scholl「メディキュット」（NTVインフォマーシャル）：関東ローカル
- ワコール「夏ブラ」（NTVインフォマーシャル）：関東ローカル
- バドワイザー（NTVインフォマーシャル）：関東ローカル
- am/pm（NTVインフォマーシャル）：関東ローカル
- コーセー化粧品（NTVインフォマーシャル）：関東ローカル
- アメリカンファミリー生命保険（NTVインフォマーシャル）：関東ローカル
- サンリオピューロランド（NTVインフォマーシャル）：関東ローカル
- 京成スカイライナー（NTVインフォマーシャル）：関東ローカル
- ジープ・グランドチェロキー「クライスラー」（NTVインフォマーシャル）：関東ローカル
- 日産・エルグランド（NTVインフォマーシャル）：関東ローカル
- コルゲンコーワ「バンテリン」（NTVインフォマーシャル）：関東ローカル（2000年）

2001年
- 静岡県信連「朝田ファミリー物語（お父さん役）」：レギュラー（ラジオ）
- ソニープレイステーション「みんなのゴルフ3」
- 宝塚ファミリーランド
- オリビアン小豆島：四国ローカル
- ブリヂストン「AQドーナツタイヤ」（ニッポン放送パブリシティ）
- ブラザーファックス「コミュンシェ」

2002年
- 静岡県信連「朝田ファミリー物語（お父さん役）」：レギュラー（ラジオ）
- ロッテ「エフ」
- 富山県石油商業組合（ラジオ）：富山ローカル
- イオン「エアコン」
- ザ・ウィンザーホテル洞爺（NTVインフォマーシャル）

2003年
- キッコーマン「我が家は焼肉屋さん」
- 幸和ハウジング：静岡ローカル
- 静岡県信連（ラジオ）：静岡ローカル
- ソニープレイステーション2「ブロードバンド篇」
- 三重キャンペーン事業（FM三重・CBCラジオ）※キャンペーン・キャラクターの和田勉と共演
- アーバンライフ立川（街頭ビジョン）
- 大王製紙「イエッサ」
- 永谷園「煮込みラーメン」
- 永谷園「煮込みラーメン」（ラジオ）
- 焼肉叙々苑

2004年
- 駒沢公園ハウジングギャラリー「思い出の夢篇」（イッツコム）
- NTTドコモ「おサイフケータイ」（シリーズ始まる）
- ロッテ「デリッツ」
- アリコジャパン「てごろでがっちり入院保険 / 井戸端会議篇・他多数」（ラジオ）
- NTTドコモ「iモードFeliCa / レジの出会い篇」
- あじさいの唄（ラジオ）
- 永谷園「煮込みラーメン鍋」（ラジオ）
- 永谷園「煮込みラーメン鍋」
- NTTドコモ「おサイフケータイ / 乗り遅れる篇・他多数」
- P&G「ファブリーズ」

2005年
- 東京海上日動
- P&G「プロキープ」（シリーズ始まる）：関西ローカル
- 東京海上日動（別バージョン）
- キリンビール缶チューハイ「氷結」（ラジオ）：シリーズ始まる（キャスター役）
- NTTドコモ「おサイフケータイ / セントレア篇」
- NTTドコモ「おサイフケータイ / 関西篇」
- NTTドコモ「おサイフケータイ / 東海篇」
- NTTドコモ「おサイフケータイ / 北海道篇」
- NTTドコモ「生活ケータイ / コタローのいる生活篇」
- NTTドコモ「生活ケータイ / リポート中篇」
- 静岡県信連（ラジオ）：静岡ローカル
- ヨネックス「バドミントンラケット」（インフォマーシャル）
- ユーキャン「美空ひばり CD・カセット全集」
- ユーキャン「日本むかし話」
- エースJTB「自分探しの旅篇」（テレビ朝日・BS朝日）
- 味の素「アミノバイタル」（インフォマーシャル）
- ユーキャン「美空ひばり CD・カセット全集」（別バージョン）
- P&G「プロキープ」（改訂版）：関西ローカル
- P&G「ファブリーズ 2005夏 / スーツにシャワー篇」
- P&G「プロキープ」（別バージョン）：関西ローカル
- キリンビール缶チューハイ「氷結 / 別バージョン」（ラジオ）：シリーズ（キャスター役）
- 埼玉りそな銀行（ラジオ）：埼玉ローカル
- 韓風ドットコム（スカイパーフェクTV）
- ユーキャン「日本むかし話」（別バージョン）
- エースJTB「旅の道篇」（テレビ朝日・BS朝日）
- キリンラガービール（ラジオ）
- キリンビール缶チューハイ「氷結 / デジ音3ティザー篇」（ラジオ）：シリーズ（キャスター役）
- P&G「ファブリーズ / 2005冬・春篇」

2006年
- 佐藤製薬「水虫薬 / ラマストンMX」
- キリンビール缶チューハイ「氷結 / 別バージョン」（ラジオ）：シリーズ（キャスター役）
- 江崎グリコ「二段熟カレー」
- つるや「GOLDEN PRIX V」（インフォマーシャル）
- エプソン「液晶プロジェクター3LCD」
- アサヒ飲料「缶コーヒー / WANDAショット&ショット」
- P&G「ファブリーズ / 家族日記篇」
- P&G「ファブリーズ / 2006年夏篇」
- エステー「脱臭炭」
- 明治製菓「キシリッシュ・デジガム / ショータイム（沢尻エリカ / 小出恵介 / おぎやはぎ / 劇団ひとり）篇」
- ライオン「ルック」
- 高橋書店「手帳」
- 明治製菓「キシリッシュ・デジガム / ショータイム篇（改訂版）」

2007年
- おやつカンパニー「エビチップス」
- 明治製菓「イソジンうがい薬 / お口の中は?篇」（カバのパパ役）
- 佐藤製薬「水虫薬 / ラマストンMX」：延長
- エステー「ムシューダ / クマの叫び篇」（Na：防虫の季節です）
- ザ・シーズンズ高槻（劇場版）
- アメリカンホームダイレクト（Web版）
- サントリー「DAKARA」（ラジオ）
- HOME’S（改定版）
- オートバックス「春のドライブ応援フェア篇」
- サントリー「DAKARA / 食事のバランス篇・送別会篇」（Na：そんな私は、中からスッキリ）※第47回ACCシルバー賞 受賞
- HOME’S「さがしてHOME’Sくん篇」
- 江崎グリコ「二段熟カレー」：延長

2008年
- 明治製菓「イソジンうがい薬 / お口の中は?篇」（カバのパパ役）：延長
- ウィングリップ（インフォマーシャル）
- SBI証券
- トヨタ自動車（ラジオ）
- セゾンVISAカード（インフォマーシャル）
- 六花酒造「じょっぱり」：青森ローカル
- スウェーデンハウス：富山ローカル
- ビックカメラ「朗読CD」（テレビ / ラジオ）：中京ローカル
- HOME’S「さがしてHOME’Sくん / キャンペーン告知篇」
- アメリカンホームダイレクト

2009年
- 日本マクドナルド「サンタのお正月篇」
- 明治製菓「イソジンうがい薬 / お口の中は?篇」（カバのパパ役）
- 東京アマデウス・ジュニア・オーケストラ「2009 クリスマス・ラブ・コンサート」
- au by KDDI「嵐ケータイ / EXILIM ケータイ CA003篇・AQUOS SHOT SH003篇」
- ミツカン「米酢」
- 六花酒造「金のじょっぱり / 秋冬篇」：青森ローカル
- 六花酒造「金のじょっぱり / 好評発売中篇」：青森ローカル
- 介護付き有料老人ホーム「サンリッチ三島」：静岡ローカル
- 静岡県ボウリング場協会「ボウリングダイスキキャンペーン篇」：静岡ローカル
- 小林製薬「ウィルテクト / ドアノブ篇」
- 松竹映画「60歳のラブレター」
- 日本ハム「シャウエッセン / ミュージカル篇・クライマックス篇」（Na：美味なる音を楽しもう、シャウエッセン）
- HOME’S：延長
- 江崎グリコ「二段熟カレー / 改訂版」

2010年
- 明治「イソジンうがい薬 / お口の中は?篇」（カバのパパ役）：延長
- 川崎商会「ドキュメント篇」（72タイプ収録）：新潟ローカル（新潟県のガソリンスタンド）※第48回ギャラクシー賞 受賞
- GREE「無限マラソン」
- イワタニ「すっぽん雑炊の素 / アルバム篇」
- ShotNavi ADVANCE「アマタ・スプリングキャンペーン篇」
- サントリー「ノコギリヤシ」（インフォマーシャル）
- 日本ハム「シャウエッセン / ミュージカル篇・クライマックス篇」：延長
- 大阪ガス「涼厨 / 活動中篇」：関西ローカル
- グローバルアイディアル「スタッフ篇」（BS）
- 大塚製薬「男性化粧品 UL・OS / 求愛行動篇」（ラジオ）※ACC賞エントリー作品
- 江崎グリコ「二段熟カレー / デコカレー篇・トリプルアクション篇・らくわけトレー篇」：延長
- コルゲンコーワ「鼻炎ジェルカプセル」
- au by KDDI「嵐ケータイ / SA001篇・BRAVIA phone U1篇」

2011年
- AEONカード「ときめきポイント5倍キャンペーン篇」（12月2日 - 6日、23日 - 25日）
- 明治「イソジンうがい薬 / イソジン体操篇」（カバのパパ役）
- 三菱電機「ルームエアコン 霧ヶ峰 / 宮里さん発電する（冬）篇」※省エネ大賞版
- 楽天市場「買い物バトル篇・早い帰宅篇・剛速球篇」：関西ローカル
- サントリー「ノコギリヤシ」（インフォマーシャル）：延長
- ABCマート「まとめ買い10%オフ篇」
- グリコ乳業「ドロリッチ / いつでもドロリッチ モデル篇・オフィス篇」
- 日本ハム「シャウエッセン / ミュージカル篇」：延長
- ヤクルト「プレティオ」：九州ローカル

2012年
- 明治「イソジンうがい薬 / イソジン体操篇」（カバのパパ役）：延長
- ポッカ「キレートレモン / 乾布ヨガ（おウチ篇）・（オフィス篇）・（居酒屋篇）」（Web版）
- 国分K&K「入れ炊くシリーズ / 歌×シズル篇」（店頭版）
- デアゴスティーニ「週刊 日本の城」
- P&G「レノア アロマジュエル / 香りレシピ公開中篇」※オンエアーは、2013年予定
- 岩塚製菓 米菓「西村雅彦 楽屋ほっとする篇」（ラジオ）：新潟・富山ローカル
- 三菱電機「ルームエアコン 霧ヶ峰 / 宮里さん発電する（夏）篇」※省エネ大賞版
- 日本ハム「シャウエッセン / ミュージカル篇」：延長
- 小林製薬「トイレその後に / 香りに変身篇」
- AEONカード「ときめきポイント5倍キャンペーン篇」（2月10日 - 14日）

2013年
- キリン「メッツコーラ / まもなく3億本（飲む・メッツ）篇」
- 明治「イソジンうがい薬 / イソジン体操篇」（カバのパパ役）：延長
- 大塚食品「ボンカレーゴールド / 宿題篇」
- 任天堂「Wii U ニュー・スーパールイージ・U / ピーチ不安篇」
- P&G「レノア アロマジュエル / 香りレシピ公開中篇（改訂版）」
- 日本ハム「シャウエッセン / ミュージカル篇」：延長
- デアゴスティーニ「週刊 日本の城（改訂版）」
- 大塚食品「ボンカレーゴールド / 突然篇」
- コルゲンコーワ「鼻炎フィルム」・「鼻炎ジェルカプセル」

2014年
- 明治「イソジンうがい薬 / イソジン体操篇（カバのパパ役）」：延長
- PS Vita「冬キャンペーン / ウィンターラブ篇」（Web版）
- セブン&アイ・ホールディングス「セブン・イレブン / ガンダムキャンペーン篇」（テレビ・ラジオ・Web）
- Shop Japan「エクササイズDVD / エクササイズハイになろう篇」
- 野村不動産「プラウドシティ加賀学園通り」（Web版）
- モンデリーズ・ジャパン「リカルデント / ガムの新常識篇（レイノルズ博士の声）」
- 「ライスフォース」（インフォマーシャル）：静岡ローカル
- GREE「釣りスタ / 今だけ、（森三中・池乃めだか）が釣れる篇」
- クレディセゾン「セゾンカードとUCカード / 頭は使いよう。カードも使いよう。篇」（ラジオ）
- セブン&アイ・ホールディングス「セブンプレミアム / 究極のおいしい（サバの塩焼き・金の食パン）篇」
- 日本食研「晩餐館 / 焙煎にんにく（男も女も篇）」
- キリン「メッツコーラ / 新のつく人たち・本場の評価・卒業・のりかえ割り・シュワウマ篇」
- 野村不動産・三井不動産レジデンシャル「桜上水ガーデンズ（夫役の声）」（Web版）
- NTT西日本「フレッツ光ネクスト隼 / 二つの魅力篇」
- 講談社「山口百恵『赤いシリーズ』DVDマガジン」
- アメリカンホーム保険会社「新・医療総合保険 短払60歳 / 計画的な夫婦篇」
- コルゲンコーワ「鼻炎フィルム / すぐに溶ける篇」・「鼻炎ジェルカプセル / もう溶け出している篇」：延長
- クレディセゾン「セゾンカードとUCカード / 頭は使いよう。カードも使いよう。篇」（劇場・街頭ビジョンでも放映）
- キリン「メッツコーラ / パーティーの季節篇」
- P&G「レノア アロマジュエル / 香りレシピ篇」：延長

2015年
- 三菱地所レジデンス「ザ・パークハウスステージ」（Webインフォマーシャル）
- 明治「イソジンうがい薬 / イソジン体操篇（カバのパパ役）」（テレビ・Web）：延長
- スマホゲーム「剣と魔法のログレス〜いにしえの女神〜 / 忍び寄る影・機械神・12月呼び込み・1月呼び込み篇」（テレビ・Web）
- スマホゲーム「剣と魔法のログレス〜いにしえの女神〜 / 総集篇」（テレビ・Web）
- 東洋水産「マルちゃん正麺カップ / 食べてみたら篇」（テレビ・Web）
- ダスキン「おそうじベーシック3 / アレル物質抑制篇・舞い上げない篇」（テレビ・Web）
- 大正製薬「ヴィックスドロップ / フルーツベル篇」（テレビ・Web）
- モンデリーズ・ジャパン「リカルデント / ライムミント篇（レイノルズ博士の声）」（テレビ・Web）
- スマホゲーム「剣と魔法のログレス〜いにしえの女神〜 / 新人配属・営業会議・残業篇」（テレビ・Web）
- NTTドコモ関西・2015高校野球協賛ワイプCM「dTV．dヒッツ．dマガジン / 千本ノック・バックホーム・火の玉篇」（店頭・Web・テレビ）：関西ローカル
- アピア「30周年記念セール篇」：富山ローカル
- 日本食研「晩餐館 / 焙煎にんにく（男も女も篇）」：延長
- 伊藤園「2つの働き カテキン緑茶 / 特保ダブル落とし篇」
- スマホアプリ「Shuhoo! / 主婦革命篇」：広島ローカル
- かどや製油「ごまセサミン / ごまの島から篇」（インフォマーシャル）
- モンデリーズ・ジャパン「リカルデント / 牛乳由来成分篇（レイノルズ博士の声）」
- スマホアプリ「グノシー / 仲間はずれ篇」
- クレディセゾン「セゾンカードとUCカード / 頭は使いよう。カードも使いよう。篇」：延長
- クレディセゾン「セゾンカードとUCカード / 1ポイントにアイがある篇」（テレビ・ラジオ）

2016年
- 東洋水産「マルちゃん正麺カップ / 食べてみたら・3人で篇」（テレビ・Web）：延長
- デアゴスティーニ「週刊 日本の城 / 再刊行改訂版」（テレビ・Web・店頭）
- パルコ「夏のグランバザール 2016 / 関東・名古屋・仙台・渋谷閉店セール（開催前・開催中）篇」（テレビ・Web）
- スマホゲーム「クラッシュオブキングス / 襲撃篇・同盟篇」（テレビ・Web）
- 東洋水産「マルちゃん正麺カップ / 食べてみたら（後輩と篇・3人で篇）」（テレビ・Web）
- 明治「うがい薬 / ソングリレー篇（カバのパパ役）」（テレビ・Web）
- 日本食研「焼肉のたれ宮殿 / 大袈裟な男篇」（テレビ・Web）
- 東洋水産「マルちゃん正麺カップ / 食べてみたら篇（塩味バージョン）」（テレビ・Web）
- かどや製油「ごまセサミン / 小豆島篇・工場座談会篇」（インフォマーシャル）
- 東洋水産「マルちゃん正麺カップ / 食べてみたら篇（担担麺バージョン）」（テレビ・Web）
- クレディセゾン「セゾンカードとUCカード / 1ポイントにアイがある篇」：延長

2017年
- 日本食研「焼肉のたれ宮殿 / 大袈裟な女篇」（テレビ・Web）
- クレディセゾン「セゾンカード・UCカード＆Apple Pay / いつも一緒篇」（テレビ・Web）
- フリマアプリ「メルカリ / 本当は欲しかった篇・プレゼントの行方篇」（テレビ・Web）
- バンダイナムコエンターテインメント「ガンダムブレイカー3 Welcome Price!!」」（テレビ・Web）
- 明治「うがい薬 / ソングリレー篇（カバのパパ役）」（テレビ・Web）：延長
- ハウスウェルネスフーズ「1日分のビタミン / SHELLY登場篇」（テレビ・Web）
- 東洋水産「マルちゃん正麺カップ / 食べてみたら・3人で篇」（テレビ・Web）：延長
- JR東日本・セントラル警備保障「子ども見守りサービス / まもレール」（ラジオ）
- JTB「プレミアム客船 サン・プリンセス / 世界一周クルーズ」（BS朝日）

2018年
- みずほ銀行「バレンタインジャンボ宝くじ / 侍・デート篇」（テレビ・Web）
- ミヤ「ジュエリー東京 / 本物の輝きをあなたへ篇」・「ベイシススピーシーズ / モンサンミッシェル篇・フェア開催篇」（テレビ）：長野ローカル
- スマホゲーム「星のドラゴンクエスト / 山下先生シリーズ（部活篇・壇蜜先生登場篇）」（テレビ・Web）
- コープCSネット「コープの宅配 / ただの炭酸水篇・ピンクのたまねぎドレッシング篇」（テレビ・Web）：中国・四国ローカル
- Panasonic「創風機Q / サッカー日本代表ver.気持ちいい風篇」（Webインフォマーシャル）
- レキットベンキーザー「ドクター・ショール / 靴スプレー 玄関の靴のニオイ篇」（テレビ・Web）
- 日本クルーズ客船「ぱしふぃっくびいなす / 2018年下期クルーズ発表!!」（TOKYO MX）
- アサヒ「からだ十六茶 / 知らないぞう篇」（テレビ・Web）

2019年
- NTTドコモ「DカードGOLD / キャッシュレスのオーディション篇・ゼニクレージー登場篇・他」（テレビ・Web）
- レキットベンキーザー「ドクター・ショール / 靴スプレー 玄関の靴のニオイ篇-ぶら下がり改訂-」（テレビ・Web）
- radiko「本音ドキュメント / サラリーマン・主婦・女子高生篇」（ラジオ）※賞用作品
- コープCSネット「コープの宅配 / 大豆ドライパック・コアノンロール・フリーリア篇」（テレビ・Web）：中国・四国ローカル
- 牛角「世界の牛肉大国ウルグアイ篇」（テレビ・Web）
- P&G「ファブリーズ / カビの発育篇（冬バージョン・梅雨バージョン）」（テレビ・Web）
- グルメ検索アプリ「トレタnow」（Web）
- 川崎商会「70周年記念キャンペーン開催中！」（テレビ）：新潟ローカル
- クレディセゾン「セゾンのお月玉 / 当選の瞬間（マダム篇・男性篇・サラリーマン篇・女性篇）」（テレビ・Web）

2020年
- P&G「ファブリーズ / 寝具篇」（店頭）
- 東京都「クラウドファンディング物語 / 主婦篇」（Web）※キャラ2役
- デアゴスティーニ「鉄道THEプロジェクト / 創刊号・他」（テレビ）
- 日本薬師堂「薬師八味地黄末」(インフォマーシャル)
- U35新宿ビジネスプランコンテスト（街頭ビジョン）
- マネーフォワードクラウド「バックオフィスの本音 / 宣言・ツールバラバラ・ガチガチ運用・テレワーク・ERP」篇（テレビ・Web・街頭ビジョン・シネアド）
- BAA 一般社団法人自転車協会（Web）
- マウスコンピューター「マウスってどうなのよ？ / チョイス・フルサポート・欲張り」篇・他（テレビ・Web・ラジオ）

2021年
- ユーキャン「ペン字で脳トレーニング」（テレビ）
- マネーフォワードクラウド（ラジオ）
- 日産東京販売（インフォマーシャル）
- Mobility Technologies「タクシーアプリGO / GOする！（取り合い・雨の日）篇・シートベルト啓蒙篇」（テレビ・Web・交通）
- マネーフォワードクラウド（テレビ・ラジオ・Web・店頭・街頭・シネアド）：延長
- Mobility Technologies「タクシーアプリGO / GOする！（改訂版：バージョン多数）」（テレビ・Web・交通）
- からあげ専門店「からやま（パパ役の声）」（テレビ）：新潟ローカル
- マウスコンピューター「マウスってどうなのよ？ / （第2弾）15秒2タイプ」（テレビ・Web）

2022年
- Mobility Technologies「タクシーアプリGO / GOする！（移動時間のない日・着いたらすぐに）」篇（テレビ・Web・交通）
- マウスコンピューター「マウスってどうなのよ？ / （バージョン多数）」（テレビ・Web）：延長
- Mobility Technologies「タクシーアプリGO / GOする！（日差しの強い日・領収書不要・接待）」篇（テレビ・Web・交通）
- JR東日本「えきねっとなら、（新幹線・在来線特急）がおトク / JRE POINTで乗れる」篇（テレビ・Web）
- アンカー・シップ・パートナーズ（インフォマーシャル / BS朝日）※「世界に誇る物語チャンネル」（youtube）で公開
- 東洋水産「赤いきつね緑のたぬき / （夜食・防衛・年越しそば捕獲）大作戦」篇（テレビ30秒）・「オウム返し・暗号」篇（ラジオ20秒）
- Cポン「暇なお店を変えるなら(居酒屋）」篇（テレビ[北海道・愛知・福岡]・Web）
- 第一三共ヘルスケア「トラフル / ダイレクトa（漫画）」篇（テレビ・Web・店頭・街頭）
- Mobility Technologies「タクシーアプリGO / GOする！寒い日」篇（テレビ・Web・交通）

2023年
- ソニー・インタラクティブエンタテインメント「Live from PS5-PlayStation 5で、かつてない世界を（キャスター役の声）」（オール媒体）
- Mobility Technologies「タクシーアプリGO / 着ぐるみだってGOする」篇（テレビ・Web・交通）
- エスビー食品「スマートグルメ / （欧風カレー・スパイスカレー）スマートさん」篇（Web）
- Mobility Technologies「タクシーアプリGO」（テレビ・Web・交通）：延長
- Cポン「人の心をつかむなら（ストーリー）」篇（テレビ東京・Web）
- 第一三共ヘルスケア「トラフル」（テレビ・Web・店頭・街頭）：延長
- からあげ専門店「からやま（パパ役の声）」（テレビ：新潟ローカル）：延長

2024年
- 関西電力「かんでん暮らしモール」（Web）：関西ローカル
- JRA「UMAJO募集中！」篇（テレビ・Web・店頭・街頭）
- Mobility Technologies「タクシーアプリGO」（テレビ・Web・交通）：延長
- 第一三共ヘルスケア「トラフル」（テレビ・Web・店頭・街頭）：延長
- 三菱UFJ銀行「大谷さんは知っている」篇・「口座もカードも」篇（テレビ・Web・店頭・街頭）
- P&G「ファブリーズ / 速乾ジェット（夜の出勤・博士の説明）」篇（ムービーオール）

### CM出演
- 救心製薬（主演：サラリーマン役）※会社帰りに一杯やった後、胸を押さえながら、歩道橋を上っていくシーン（ナレーション：仲村秀生）
- エバラ食品「焼肉のタレ / 野菜と食べよう篇」（出演：お父さん役） 台詞「肉肉野菜肉野菜だったよね、母さん。」※お母さん役の浅茅陽子と共演
- 富士フイルム「SUPER ACE 400 / 観月ありさ 勝利投手篇」（出演：ヒーローインタビューアナ役） 台詞「おめでとうございます観月さん、さすがエースの貫禄ですね。」※勝利投手役の観月ありさ と共演
- NTT東日本「OCN」（出演：巡査役）※私立探偵役の木村拓哉と共演
- ナショナルOA「パナエディターとパナコピー篇」（出演：なりたて係長役）※OL役の斉藤慶子と共演
- 日本水道協会（出演：新婚家庭の夫役）※ACCグランプリ賞 受賞（環境汚染啓蒙CM：キッチンで食器を洗うシーン）
- ヤマト運輸「ボクの引越し」（出演：ヤマト運輸の社員役）※コンテナに荷物を運びこむシーン
- メガネスーパー「母親参観日篇」（出演：小学校の先生役）※生徒の美人ママに見惚れるシーン
- 常盤薬品工業「ディノバランス」（出演：山本晋也 監督の後輩役）※2人で盛り場をハシゴしているシーン（先輩役の山本晋也と共演）
- 清酒富久娘「まさか鳥篇」（出演：サラリーマン役）※三橋達也・山口ひとみと共演（ナレーション：滝口順平）
- ロッテ「雪見べんとう」（出演：中学校の先生役）※生徒役の伊藤つかさと共演（ナレーション：槇大輔）
- 旭松「生みそずい」（出演：村のお巡りさん役） 台詞「こりゃ、村一番の味噌汁じゃ!」※市毛良枝と共演
- 大正製薬「大正漢方胃腸薬」（出演：夏バテ知らずのサラリーマン役）※天丼をお代わりするシーン（ナレーション：矢島正明）

### 特撮
- メタルヒーローシリーズ第15作『ビーファイターカブト』
  - 第21話「雨を呼べ泣き虫英雄」：リポーター（1996年7月21日、テレビ朝日・東映）

### ラジオ
- 公開生放送『サタデーホットリクエスト』（「今週のHOTカルチャー」コーナー：ゲスト）　NHK-FM（2007年11月17日）※福士秀樹ナレーター講座に、杏子・ヒロシ・AKINAが挑戦
- 『青春アドベンチャー』（NHK-FM）
  - 「フルネルソン」（1997年10月）：アナウンサー ※CD化される
  - 「着陸拒否」（1998年3月）：アナウンサー、管制官 ※CD化される
  - 「押入れのちよ」（2007年9月）：アナウンサー ※CD化される
- 『FMシアター』（NHK-FM）
  - 「イルカに会える日」（1998年11月7日）：アナウンサー
  - 「メイド・イン・ジャパン」（1999年11月27日）：アナウンサー、島本　
  - 「僕らは、みんな」（2008年1月26日）：ニュースアナ
  - 「握手をしよう」（2008年11月29日）：アナウンサー、役人　
  - 「大きな豚はあとから来る」（2011年3月5日）：ニュース・アナウンサー
- 『特集オーディオドラマ』（NHK-FM）
  - 「瑞穂のくに」（2013年8月17日）：アナウンサー、リポーター ※平成25年度文化庁芸術祭参加作品（優秀賞 受賞）
- 『セーフティーしずおか』（1997年、SBSラジオ）：パーソナリティーを半年間務める

### 朗読
- 朗読CD・カセット（横浜録音図書）
  1. 「津軽と青森の昔ばなし」森勤商店編 ※ことのは出版からAudible版リリース
  2. 「人間失格」太宰治 ※ことのは出版からAudible版リリース
  3. 「人にネグラあり（だから男は旅に出る）」三浦朱門 ※ことのは出版からAudible版リリース
  4. 「居酒屋兆治」山口瞳
  5. 「行きつけの店」山口瞳 ※ことのは出版からAudible版リリース
  6. 「好奇心紀行」阿刀田高 ※ことのは出版からAudible版リリース
  7. 「柳の下のジンクス / 夢判断」阿刀田高 ※「夢判断」ことのは出版からAudible版リリース
  8. 「足の裏」夏樹静子 ※ことのは出版からAudible版リリース
  9. 「凍え / カビ」夏樹静子 ※ことのは出版からAudible版リリース
  10. 「逃亡者」夏樹静子 ※ことのは出版からAudible版リリース
  11. 「特急夕月」夏樹静子 ※ことのは出版からAudible版リリース
  12. 「田舎医者」見川鯛山
  13. 「傷 / 饅頭の皮」北原亜以子 ※ことのは出版からAudible版リリース
  14. 「その夜の雪」北原亜以子 ※ことのは出版からAudible版リリース
  15. 「夜鷹蕎麦十六文」北原亜以子 ※ことのは出版からAudible版リリース
  16. 「木枯らしの村で」早乙女貢
  17. 「嘘じゃとて」澤田ふじ子 ※ことのは出版からAudible版リリース
  18. 「大休」戸部新十郎
- オーディオブック
  1. 「堕落論」坂口安吾
  2. 「白痴」坂口安吾
- 語り（ライブ）
  - 「銭形平次捕物控 / 闇夜の暗殺」野村胡堂（1998年12月31日、ホテルニューオータニお正月プラン イベント / 東映事業部）
- デジタル絵本
  - 落語「まんじゅうこわい」（2021年、英国バース大学の日本語初級クラスの教材）

### 機内放送
- 「ビジネス・イン・チャイナ / 杭州」（ナレーション）：ANA国際線（成田 - 杭州便）
- 洋画「風と共に去りぬ」（吹き替え版）：JALアトランタ線開設記念（1986年）

### 書籍・DVDなど（ナレーション）
- 「世界の船旅」愛蔵版DVD-BOXシリーズ1 - 10（桐箱入り6巻セット / 全60巻） 遊ビジョン
- 「昭和二十年」（DVD-BOX 7枚組） プロジェクトワイ
- 「原爆 ヒロシマ / 被爆の街と被爆建物」（DVD3枚組） プロジェクトワイ
- アサヒ 鉄道DVDコレクション（シリーズ全5巻） 朝日新聞出版
  - vol.1「北の大地のブルートレイン / 夜行急行 はまなす」
  - vol.2「懐かしの元国電通勤電車 / 秩父鉄道 1000系」
  - vol.3「国鉄形エル特急 / 485系 雷鳥」
  - vol.4「500系新幹線 / のぞみ・こだま」
  - vol.5「力走!58654号機 / 肥薩線 SL人吉」
- 世界の船旅シリーズ1「キュナード・ライン海の女王たち クイーン・メリー2，クイーン・ヴィクトリア」（DVD） 海事プレス社
- 世界の船旅シリーズ2「巨大客船 洋上のテーマパーク ロイヤル・カリビアン・インターナショナル」（DVD） 海事プレス社
- 「続・我が闘争」（DVD：デジタル・リマスター版） 是空
- 朝鮮戦争 60年記念「韓国動乱」（DVD2枚組） パワースポーツピクチャーズ
- 「ザ・暴走族 FINAL」（DVD-BOX） パワースポーツピクチャーズ
- 「実録 昭和の裏街道 / 首都騒乱 東京」（DVD） アライズ
- 「目で見てマスターしよう / 野球技術」（付属DVD / シリーズ全6巻） 舵社
- 「黄金期の野球 / 少年野球」（付属DVD / シリーズ全2巻） 舵社
- 「東京ヤクルトスワローズの野球教本 / 少年軟式野球」（付属DVD / シリーズ全4巻） 舵社
- 「東京ヤクルトスワローズの目指せ!プロ野球」（付属DVD） 舵社
- 「野球 レベルアップ教室 1 / 内野手のフィールディング」（付属DVD） 舵社
- 「野球 レベルアップ教室 2 / 一塁手」（付属DVD） 舵社
- 「ロープワーク 入門講座」（付属DVD） 舵社
- 「基本のロープワーク」（付属DVD） 舵社 ※小型船舶免許の講習会で使用される
- 「必釣の極意」（付属DVD） 舵社
- 「PWC LICENCE / 水上オートバイ免許ガイド2006-2007」（付属DVD） 舵社
- 「ボディターンで快走 コブ斜面」（DVD） ノースランド出版
- 「中上級者95%が上達する スキーのツボ」（DVD） ノースランド出版
- 「仏と歩く 四国遍路」（ビデオ / シリーズ全4巻） コアラブックス
  1. 発心の道場（徳島県の霊場）
  2. 修行の道場（高知県の霊場）
  3. 菩提の道場（愛媛県の霊場）
  4. 涅槃の道場（香川県の霊場）
- 「日本列島 恐怖の幽霊ゾーン」（ビデオ） コアラブックス
- 「日本列島 戦慄の怪奇ゾーン」（ビデオ） コアラブックス
- 「タウンガイド / 原宿マップ」（ビデオ） コアラブックス
- 「知ってる?世界の歴史（時代の流れ編）」（ビデオ） NiKK映像
- 「知ってる?世界の歴史（人物編）」（ビデオ） NiKK映像
- 「知ってる?百人一首」（ビデオ） NiKK映像
- 「知ってる?日本の歴史 近代・現代（前編）」（DVD） NiKK映像
- 「わかるよ!体のしくみ」（DVD） NiKK映像
- 「わかるよ!電流・電磁石（小学生の理科）」（DVD） NiKK映像
- 「わかるよ!力のはたらき1（小学生の理科）」（DVD） NiKK映像
- 「わかるよ!力のはたらき2（小学生の理科）」（DVD） NiKK映像
- 「わかるよ!天体①-太陽-（小学生の理科）」（DVD） NiKK映像
- 「わかるよ!天体②-月-（小学生の理科）」（DVD） NiKK映像
- 「わかるよ!天体③-星-（小学生の理科）」（DVD） NiKK映像
- 「格闘王」No.0，No.2（ビデオ） 福昌堂
- 「ポンパ / ウルトラマンと工作」（ビデオ） 講談社 ※ウルトラマン役
- 古典鑑賞講座「万葉集への旅」（ビデオ / 上下巻） 日本通信教育連盟（現 ユーキャン）
- プロモーションビデオ「あなたも幸せになれる / 北條喜久」（監督：根本順善） JEE日本教育機器（株）
- 「駅すぱあと / 街道紀行」（時刻表DVD） ヴァル研究所
- 釣り雑誌「月刊ソルティー」（特別付録DVD） 交通タイムス社
  - 「笛木展雄のよくわかるシンプルエギング」（2008年10月号）
  - 「笛木展雄の春イカ激釣入門」（2009年6月号）
  - 「嶋田仁正のガイナ123」（2009年7月号）
  - 「シーバス&チヌ秋の楽釣案内」（2009年11月号）
  - 「辺見哲也・中村裕介ボートフィッシング」（2010年1月号）
- ドラマ「びったれ!!!」（主演：田中圭 / メイキング映像DVD） ビデオプランニング（2015年）
- 映画「死びとの恋わずらい」（主演：後藤理沙 / メイキング映像DVD）
- Vシネマ「氷る月」（主演：中島史恵 / メイキング映像DVD） 銀河映像 ※ちゃちゃまる（犬）の声
- Vシネマ 「呪詛」・「呪門」
- CD版 「法然上人を現代に語る」 四季社
- 鹿児島県若者向け消費者教育DVD「Consumer Troubles / 標的は君だった」※Webでも公開

### Webコンテンツ（ナレーション）
- 携帯電話の着ボイス：人生に効く名言を「着言葉」として配信。docomo「ONE LOVE CALL」、au / SoftBank「聞かせる♪i-MUSIC」。（2011年2月 - ）
- NHKデジタル教材
  - 「小学5年理科クリップ」（レギュラー）
  - 「小学6年理科クリップ」（レギュラー）
  - 「中学高校理科クリップ」（レギュラー）

※2004年4月から、『学校デジタルライブラリー』（NHK教育テレビ / 現Eテレ）内でも放送される
- 世界の船旅．net：BS朝日で放送された「世界の船旅」のバックナンバー（2012年4月 - ）
- 明治「イソジン」
  - 「カバくんチャンネル」：アニメ「カバくんのどうやってできてるの?」（カバのパパ役）
  - 「CMギャラリー」：イソジンのCM「お口の中は?篇」・「イソジン体操篇」
- あっ!とおどろく放送局：「The 8th Rally Raid MONGOL 2002 LAST RUN」
- Web-CM 学研 ふろくつき実験マガジン「科学のタマゴ」（1号 - 12号）
- Webテレビ番組 第一三共 提供：「Artist at Heart」（シリーズ）
- Webテレビ番組 大塚製薬 提供：「メプチン / アシストの達人」（全5話）
- Webテレビ番組 万有製薬 提供：「緑内障アカデミー」（第3話まで）
- Webテレビ番組 日本ベーリンガーイングルハイム 提供：「ミカルディス / 循環器医師たちの心に残るエピソード」（全10話）
- Webテレビ番組 日本郵便提供：「ぽすくまのポッスーTV / ドキュメンタリーオブぽすくま〜ぼくが頑張る理由〜」（2021年10月23日 - 配信）
- Webラジオ番組 ライトリンク・ミュージック：（語り） blue-radio.com「ブルー・ディクショナリー」（レギュラー / 全25話）
- iTunes Store ニッポン放送 iJockey：（語り） 人生の見える旅行書「モルディブ 楽園を手に入れる方法」（全30話）
- iTunes Store Japan Walk-Caster：（音声ツアーガイド）「シティー・オブ・ロンドン」・「ウェストミンスター」（現在、2コース）
- e-ラーニング
  - 「マンション管理士」養成テキスト
  - 「IBM / 社員研修マニュアル」（日本語版）
  - 「D&B / 行動規範トレーニング」（日本語版）
  - 「国際的な賄賂及び汚職防止コース」（日本語版）
  - 「インサイダー取引の回避と防止コース」（日本語版）
  - 「商用輸出規制の順守」（日本語版）
  - 「Amazon / 企業倫理行動規範」（日本語版）
  - 「タイムワーナー / ビジネス規範トレーニング」（日本語版）
  - 「理学療法士 / 介護予防講座」
  - 「効果的商談 / 営業活動における質向上の設計」
  - 「マジェスティ　ソムリエ」養成テキスト
- NTTdocomo 2012年秋モデル「NEXTシリーズ ハイスペック・スマートフォン Optimus G」（店舗スタッフ教育用）
- ゴスペラーズオフィシャルサイト：「G20 Anniversary Summit / ゴスペラーズ×首脳対談」（2014年5月8日 - 配信）
- 農協牛乳50周年記念サイト動画（2022年）
  - 「プロジェクトN / （オープニング）農協牛乳50年」
  - 「プロジェクトN / （本篇）常識を打ち破った3つの革命」
- プロモーションムービー
  - KPE「がんばれゴエモン / がんばれゴエモン2」（2009年 / 2011年）
  - 日本クルーズ客船「ぱしふぃっくびいなす / 2019年輝けるアジアクルーズ篇」（2018年）
  - ニューギン「パチンコ モテしぐさ Part2 / 天国と地獄」（2018年・2019年）
  - リポビタンD「リポビタンマン」（2019年）

### ライブ・イベント
- TBS・円谷プロ主催 「ウルトラマンフェスティバル・ウルトラライブステージ / ウルトラマン・スーパーステージ」（声の出演：ザム星人、デスナイト、バルタン星人、メトロン星人、キリエロイド、ゾフィー、ウルトラの父 他）：池袋サンシャインシティ 文化会館 or 東京ドーム・プリズムホール / 日本青年館 大ホール（1996年 - 2006年 / 2008年）※コーディネートも担当
- コナミ 「ときめきメモリアル Girl's Side／ライブステージ」（天の声：生ナレーション）：朝日生命ホール（2003年12月21日）
- 平成世直し劇（NPO法人グローバルネットワーク主催） 
  - 第4弾「幕末早慶戦」（ナレーション）：日比谷公会堂（2005年9月4日）
  - 第5弾「高杉晋作と奇兵隊」（ナレーション）：日比谷公会堂（2007年9月2日）
- 朗読会「Flight in The summer / JET STREAMにのせて」（パイロット）：乃木坂シアターバーCOREDO（2008年8月19日）
- 世界の船旅ナレーター 福士秀樹による「クリスマスコンサート / テナーサックス演奏」：江戸川病院（2008年12月13日）
- 「ミュージック交流会」：渋谷道玄坂Bar&Dining Canaria（2010年7月31日）
- バーベキューパーティー「300人BBQ with Good Music&Performance」：新木場公園（2010年9月26日）
- 「異業種交流会 / 新年会」（ゲスト）：青山ロビンズクラブ（カナダ大使館B1、2011年1月29日）
- 瀬川香織のサックス ミニ・コンサート「メロー&スイング」（サプライズ）：松本記念音楽迎賓館（2013年4月6日）
- 「うたごえランド / 100回記念コンサート」（サプライズゲスト）：ココリア多摩センター7Fココリアホール（2013年8月4日）
- 「チャリティーミュージカルショー / ゆみたんとゆかいな仲間たち」（ゲスト）：羽村市生涯学習センターゆとろぎ交流広場（2013年10月13日）
- 「第16回 香枝・音楽教室 発表会」（特別ゲスト）：青梅市民会館ホール（2013年12月23日）※多摩ケーブルネットワークのコミュニティーチャンネル「Culture Hall」で、番組として放送される（2014年3月18日、20日、22日、23日）
- ボランティア・ライブ・コンサート「テナーサックス&ジェットストリーム」：東京さくら病院（2014年5月28日）
- ボランティア・ライブ・コンサート「テナーサックス&ジェットストリーム」：アリア碑文谷（2014年12月22日）
- 「多摩奇術連合会第12回新年会」（ゲスト）：八王子エルシィ（2015年2月14日）
- ボランティア・ライブ・コンサート「テナーサックス＆ジェットストリーム」：ボンセジュール四つ木（2015年7月26日）
- 第3回ライブ&イベント産業展「TECHNICO STEGE PLAN」（ナレーション）：幕張メッセ（2016年7月6日 - 8日）
- 新日本スーパーマーケット協会 第5回大会・仙台大会（オープニング映像ナレーション）：仙台国際センター（2016年9月14日・15日）
- 「うたごえランド / 141回13周年記念コンサート」（スペシャルゲスト）：多摩市永山公民館 ベルブホール（2017年4月8日）
- ボランティア・ライブ・コンサート「春の音楽会」：江戸川区なごみの家鹿骨（2019年4月20日）

### その他
- 東京ドームシティアトラクションズ：アトラクション「パラシュートランド / フラッシュラッシュ」（ナレーション、2011年8月19日 - ）
- 東京サマーランド：アトラクション「タワーズロック / バックドロッパー・コブラツイスター」（ナレーション、2010年夏 - ）
- 日光江戸村：入村ご案内（ナレーション）・アトラクション「花魁道中」（ナレーション）、他多数
- カーナビゲーション：「日本デジタル道路地図協会 / DRM」（ナレーション）
- テレビ東京「土居まさる の元気通信 / 福ちゃんの動物ウォッチィング」：リポーター（1987年）
- 再現ドラマ
  - フジテレビ「奇跡体験!アンビリバボー」：司会の畑中役（1999年6月10日）
  - 日本テレビ「いつみても波瀾万丈」：桂米丸役（1999年11月7日）
- 「満天企業」（日本テレビ）に、ナレーションでレギュラー出演していた時、コルゲンコーワ「バンテリン」収録では、新築したばかりの自宅を撮影場所に提供し、商品・タレントと共にオンエアーされる（2000年2月）
- 新宿住友ビル48F「平和記念展示資料館」：ビデオシアター「あなたは、この真実を知っていますか?」（ナレーション）
- 渋谷公園通り「塩博物館」：クイズコーナー（塩博士の声）
- 成田空港：空港施設インフォメーション（空港博士の声）
- 弘前市「太宰治まなびの家」：館内説明ナレーション（2020年 - ）※映像作品になり、YouTube「ヒロサキチャンネル」で公開
- JR東日本青梅線立川駅：ホームアナウンス
- バンダイ「昭和銀座ジオラマ」：街頭ナレーション
- マツキヨ（POP vision）「TBS 宣伝部 / 年末ジャンボプレゼント!」：ナレーション（1999年）※店内放映
- 「ヤマハ音楽教室」 講師用教育マニュアル（ピアノ・ヴァイオリン・トロンボーン・サックス・ドラムス・ボーカル・他全コース）：教材ナレーション（2008年）
- プロモーションビデオ
  - トヨタMODELLISTA「トヨタ・クラウンATHLETE＋M スーパーチャージャー」（DVD）：ナレーション（2008年）※ショールーム内放映
  - 阪急交通社「サン・プリンセス日本発着クルーズ2014」（DVD）：ナレーション（2013年）
  - JTB「フリースタイル・クルージング! プライド・オブ・アメリカで航くハワイ4島周遊クルーズ10日間」（DVD）：ナレーション（2014年）
  - オーバーシーズトラベル「ホーランドアメリカライン」（DVD）：ナレーション(2015年)
  - クルーズプラネット「優雅でカジュアル クルーズデビューしませんか? / ダイヤモンド・プリンセス」：ナレーション（2015年）
- 音声ガイド
  - 日本橋三越本店（新館ギャラリー）：「親鸞展」（2010年4月28日 - 5月10日）
  - 青森県立郷土館：「サントリー美術館 名品展」（2010年5月21日 - 7月4日）
  - 九州国立博物館：「開館5周年記念特別展 / 馬 アジアを駆けた二千年」（2010年7月13日 - 9月5日）
  - 名古屋市博物館（特別展示室）：「名古屋開府400年記念特別展 / 変革のとき桃山」（2010年9月25日 - 11月7日）
- 新聞広告：「救心製薬」（サラリーマン役）・「龍角散」（駅員役）
- ポスター：「東京銀行」
- 講師歴
  - 東京アニメーション学院：「ナレーション講座 / 全8回」（1998年）
  - ゆーりんプロ：「特別ナレーション講座」
  - しのざき文化プラザ：「実践ナレーション講座」（2013年9月20日、2014年9月19日）※東京都江戸川区のボランティア講座
- 津軽弁の方言指導
  - 火曜サスペンス劇場 / 松本清張スペシャル「中央流沙」（1998年8月4日、日本テレビ）
  - TVCM「サントリー / 伊右衛門」（2013年）、他多数

## 執筆

### エッセイ
- 陸奥新報『望遠郷』※地元紙の津軽出身者によるリレーエッセイ
  1. 「ヘバ、自己紹介から」（2014年7月1日、掲載）
  2. 「夢への挑戦」（2014年8月19日、掲載）
  3. 「詩人 菊岡久利のこと」（2014年10月21日、掲載）
  4. 「芸能界じゃ?!」（2014年12月9日、掲載）
  5. 「ハリウッドデビュー?!」（2015年2月3日、掲載）
  6. 「うがい薬のカバのパパ」（2015年3月24日、掲載）
  7. 「これからを生きる」（2015年5月12日、掲載）

## 主なコーディネート作品

### テレビ番組
- NHK教育テレビ「ミクロワールド」（レギュラー）：女性ナレーター
- NKH教育テレビ「10min.ボックス情報」（レギュラー）：女性ナレーター
- NHK教育テレビ「シリーズ南極 / 南極に恐竜がいた!?」（全5話）：女性ナレーター
- NHK総合テレビ「目指せ!アジアのハリウッド」：ボイスオーバー
- 日本テレビ「スッキリ!!」：ボイスオーバー
- 日本テレビ「ザ・ワイド」：女性ナレーター
- 日本テレビ「満天企業」：男女ナレーター
- 日本テレビ「女子大生、感動の卒業旅行」：ボイスオーバー
- TBS 番宣「愛の劇場 / 天までとどけ」：女性ナレーター
- テレビ朝日「アルゼンチン〜美女2人旅」：ボイスオーバー
- テレビ東京「スターボウリング / プレゼントコーナー」：女性ナレーター
- TOKYO MX「TCK / すてっきCLUB」：男性ナレーター
- ABC大阪 / 名古屋テレビ「ツアー・オブ・ジャパン」：スポーツアナ
- 青森朝日放送「情熱あおもり人 / 三遊亭神楽 この道を行く」：男性ナレーター（2010年9月）
- BSフジ「カバくんのなんじゃらホイ」（終了時は「カバくんのどうやってできてるの」）：ピピ役の女性声優（2003年10月 - 2014年3月、レギュラー）
- BSフジ「野口健と考える / エネルギーの未来と地層処分」：ボイスオーバー
- BSフジ「山本博と考える / エネルギーの未来と地層処分」：ボイスオーバー
- BSフジ「リズムで英語」：ホッピー役の女性英語声優（レギュラー）
- BSフジ「ディノスショッピングBOX」：女性ナレーター
- CSシアター・テレビジョン「ステージNEWS シアター・ゴーズ・オン」：女性ナレーター（当初レギュラー）
- ゴルフネットワーク「ゴルフクリニック」：ボイスオーバー（ジョー・ティール役）
- ショップチャンネル：モニター

### CMナレーション
- BSフジ「コクヨ×アンファン / コラボランドセル」（インフォマーシャル）：女性ナレーター
- BSフジ「一澤帆布×シティーリビング / コラボバック」（インフォマーシャル）：女性ナレーター
- インターFM（スポットCM）：日本語・英語ナレーター
- TVCM「ジェミー化粧品」：女性ナレーター
- TVCM「2014アピア大開店祭」篇（富山ローカル）：女性ナレーター
- TVCM「アピア2014クリスマスセール」篇（富山ローカル）：女性ナレーター
- TVCM「アピア30周年記念セール」篇（富山ローカル）：女性ナレーター
- TVCM「アピア2015クリスマスセール」篇（富山ローカル）：女性ナレーター
- TVCM「2016アピア大開店祭」篇（富山ローカル）：女性ナレーター
- TVCM「アピア2016クリスマスセール」篇（富山ローカル）：女性ナレーター
- TVCM「からあげ専門店 / からやま」（新潟ローカル）：声優（パパ・ママ・息子・娘役の声）

### ゲーム
- オンラインゲーム「東風荘 / 哲也@東風荘」：男女声優
- マージャンゲーム「プロジェクトJAN」：女性声優
- バンダイ「ガンダム」（パイロット版）：男性英語声優
- バンダイ「アンパンマン」（パイロット版）：女性声優
- バンダイ「キャプテン・トマディ」：男女英語声優
- サミー「ドリフトラリー」：男性ナレーター
- サミー「カーレース」：男性英語ナレーター
- 絵の出る絵本「アンパンマン / キティーちゃん」：女性英語声優

### ビデオ・DVDなど
- TBS・円谷プロ「ウルトラマンフェスティバル・ウルトラライブステージ / ウルトラマン・スーパーステージ」：男女声優（1997年 - 2006年）
- 文春「マジック講座」（ビデオ全3巻）：マジックの観客役
  1. カードマジック入門篇
  2. カードマジック応用篇
  3. コインマジック篇
- 「吉村作治と行く / 古代エジプト 歴史の旅」（DVD6枚組）：女性ナレーター
- 映画「さよならクロ」（特典映像DVD）：女性ナレーター
- 「原爆 ヒロシマ / 被爆の街と被爆建物」（DVD3枚組）：女性ナレーター
- 警視庁 防犯ビデオ「タクシー」：女性ナレーター
- 全国消費生活相談員協会 啓発アニメDVD「マルチ商法編」・「ネットトラブル編」：男女声優
- 電気についてよくわかる「エレックのトリックツリー大冒険」（CD-ROM）：女性声優 ※Web版も公開
- 中学社会教材（CD-ROM）「発想の国ドイツへようこそ」（ドイツ大使館 企画）：男女声優
- 四季社 CD版「法然上人を現代に語る」：女性ナレーター
- 河合楽器 教材「個人レッスン / サウンドツリー」（英語版）：ボーカル&ナレーション
- 教学研究社 幼児向け英会話教材「Talk with Me book」シリーズ：英語&日本語ナレーター
- 開隆堂出版 小学校教材ビデオ「図画・工作 / 製作のポイント・用具の指導」：女性ナレーター
- アカデミー・デュ・ヴァン ワインスクール教材ビデオ：女性司会者・ヘアーメイク
- VP「ルイ・ヴィトン」：女性ナレーター
- VP「フェンディー・ウォッチ」：女性ナレーター
- VP「オリンパス / キャメディア」：英語ナレーター（男女）
- VP「オリンパス / アイベックス」：男性ナレーター（日本語・英語）
- VP「オリンパス / インプレックス」：男性英語ナレーター
- VP「ファミリーマート」：女性ナレーター
- VP「日野自動車」：日本語版（男女ナレーター） / 英語版（男性英語ナレーター）
- VP「大鵬薬品 / ハルンケア」：女性ナレーター
- VP「三菱鉛筆 / ユニ」：英語ナレーター（男女）
- VP「ヨネックス / トマス杯&ユーバー杯」：男性ナレーター
- VP「日本IBM」：女性ナレーター
- VP「関西ペイント」：英語ナレーター（男女）
- VP「ハザマ / コンクリート工法」：女性ナレーター
- VP「（旧）厚生省 / 水産食品」（日本語版）：ボイスオーバー
- VP「スワロフスキー」（日本語版）：ボイスオーバー
- VP「ログハウス / 庭太郎」：女性ナレーター
- スライド「西武鉄道 / 高架工事」：女性ナレーター
- 東京ビッグサイト「国際自転車展」（会場内放映ビデオ）：女性ナレーター
- 幕張メッセ（東芝ブース内ビデオ）「東芝モバイルメディアリー」：女性ナレーター
- 店頭用・通販ビデオ「スチームクリーナー / バポローネEX」：主婦役
- 店頭用ビデオ「ロレアル化粧品」：女性ナレーター
- 店頭用ビデオ「東洋アルミ / IHマット」：女性ナレーター
- 店頭用ビデオ「クリンビュー / 50周年記念キャンペーン」：男性ナレーター
- 店頭用ビデオ「クリンビュー / ガラスコート・ハイブリッドストロング」：男性ナレーター
- 360度ビデオ作品「九州史跡案内」：女性ナレーター
- 鹿児島県若者向け消費者教育DVD「Consumer Troubles / 標的は君だった」：男女声優 ※Webでも公開

### Webコンテンツ
- Webテレビ番組「市町村合併」・「住基ネット」：女性司会者
- Webラジオ番組 バンダイ「燃えろバクシード」：お兄さん役（レギュラー）
- Webサイト「スターアライアンス」：男性英語ナレーター
- e-ラーニング「日本IBM / グリッド・コンピューティング」：男性英語ナレーター
- e-ラーニング「IBM社員研修マニュアル」（日本語版）：ボイスオーバー
- e-ラーニング「国際的な賄賂及び汚職防止コース」（日本語版）：ボイスオーバー
- e-ラーニング「反トラスト法」（日本語版）：ボイスオーバー
- e-ラーニング「効果的な記録管理」（日本語版）：ボイスオーバー
- e-ラーニング「職場での嫌がらせ」（日本語版）：ボイスオーバー
- e-ラーニング「フェデックス企業行動倫理規定トレーニング」（日本語版）：ボイスオーバー
- スマートフォン用アプリケーション「タッチュー」：男性声優
- 販促ビデオ「水素水浄水器 / Dr．CATION」：女性ナレーター
- 販促ビデオ「ピュアフィールホットジェルクレンジング」：女性ナレーター
- インフォマーシャル　杏林製薬「クールワン / せき止めGX・去たんソフトカプセル」：女性ナレーター

### 映画
- カラスの親指（20世紀フォックス / 2012年11月23日 - 公開）：競馬実況アナ（声のみ）

### 吹き替え
- 3D映画「バイオハザードIV アフターライフ」（ハリウッド・マスター版 / 一部差し替え）：日本語・英語ともに話せる声優 ※ポール・アンダーソン監督が来日し、収録スタジオに立ち寄る（2010年5月22日）
- 3D映画「バイオハザードIV アフターライフ」（吹き替え劇場版）：男性声優

### イベント
- TBS・円谷プロ主催「ウルトラマンフェスティバル・ウルトラライブステージ / ウルトラマン・スーパーステージ」：男女声優（1997年 - 2006年）※イベント終了後、映像商品化される

### その他コンテンツ
- ANA国際線機内放送「ビジネス・イン・チャイナ」（英語版）：女性英語ナレーター
- バンダイ「ドラえもんロボット」（試作品）：ドラえもんの声に似た声優
- 省エネルギーセンター「みんな集まれ!省エネ教室」：司会のお姉さん
- CON-CAN国際短編映画祭：女性司会者
- 電話案内（英語版）：女性英語ナレーター
- 株主総会説明ナレーション：女性ナレーター
- 安全教育授業用動画「リクボと学ぶ 家の中の安全、おけまる！」：女性声優 ※小学校の出前授業用教材
- グレース観光バス車内アナウンス（英語版）：女性英語ナレーター